# Попелюха
Попелю́ха — різновид української нечистої сили, назва якої походить від слова «попіл». Вважається, що коли з печі вимітають попіл, виносять з хати, а землею не присипають, то місячної ночі він може перетворитися на попелюху. Вона виглядає, як худенька бабця з синюватим, як у покійника, обличчям, дуже довгими руками та кігтистими кістлявими пальцями, теж дуже довгими.
Якщо хтось пізно повертається додому, то вона може напасти на нього й почати душити. Коли не задушить на смерть, то залишить на шиї чорні відбитки своїх пальців, які залишаються аж до самої смерті. Щоб вберегтися, достатньо було кинути в неї землі, тоді вона перетворювалась на попіл.

## Інші значення
Також попелюхою називають небезпечну хворобу рослин, яку викликає грибок. Він дуже поширений, особливо на листяних породах дерев. З'являється у вигляді білого нальоту.
Ще так іноді називають чубатого жайворонка.